# Демократична Кампучия
Демократична Кампучия (кхмерски: ) е официалното название на Камбоджа в периода на управление на червените кхмери (1975—1979).

## История
Тя е еднопартийна, радикално маоистка държава. Възниква след края на гражданската война в Камбоджа, продължила 8 години. Ръководител на новообразуваната държава става Пол Пот, който веднага след превземането на Пном Пен от червените кхмери нарежда евакуиране на града заради недостиг на храна.
Червените кхмери си поставят за цел да създадат нация от селяни, където корупцията и „паразитизмът“ на градския живот са елиминирани. Започва масивна кампания срещу градското население и интелигенцията. В семейството родителите са определени като „напоени с капитализъм“, а децата – като „диктаторски инструмент на партията“, поради което много семейства биват разделени, а децата са подложени на промиване на мозъка и участват в екзекуции и измъчвания. Парите са отменени като платежно средство, чуждите езици и четенето на книги са забранени. Много хора са убити, само защото са носели очила – това се е считало за „признак на грамотност“. Хората са принудени да носят единствено черни дрехи, за да изглеждат еднакво. „Участието в пазарни дейности“ се превръща в престъпление.
Демократична Кампучия е напълно изолирана от останалия свят и поддържа връзки само с Китай, Югославия и Северна Корея. Управляващият режим става причина за насилствената смърт на 800 000 – 1 500 000 души от общо 7,5 млн. души население, което го прави най-смъртоносния режим в човешката история.
През 1979 съседен Виетнам решава да спре да търпи управлението на Пол Пот и напада страната. За 17 дни цялата страна е под контрола на виетнамските войски, а червените кхмери са прокудени. Установена е марионетна държава – Народна република Кампучия.